# 21 Jump Street (film)
21 Jump Street er en amerikansk buddy cop action-komediefilm fra 2012 instrueret af Phil Lord og Christopher Miller (i deres live action-debut). Filmen er skrevet af Jonah Hill og Michael Bacall, og Hill, Channing Tatum, Ice Cube, Brie Larson og Dave Franco medvirker.  Filmen er en filmatisering af den gamle tv-serie af samme navn (1987-1991) af Stephen J. Cannell og Patrick Hasburgh, og følger politibetjentene Schmidt og Jenko, som er tvunget til at genopleve high school, da de får til opgave at gå undercover som high school-elever for at forhindre salget af et nyt syntetisk narkotika og arrestere leverandørerne.
Filmen kom i biograferne den 16. marts 2012 af Columbia Pictures og Metro-Goldwyn-Mayer. Den fik gode anmeldelser fra anmelderne og indtjente $201 millioner på verdensplan. En efterfølger, med titlen 22 Jump Street, blev udgivet den 13. juni 2014, og i 2015 var der tale om spin-off med kvindelige hovedroller under udvikling.

## Plot
I 2005 misser den kloge og flittige Morton Schmidt (Hill) og den populære sportsidiot Greg Jenko (Tatum) deres skolebal, Schmidt blev afvist af den pige han havde spurgt om ville være hans date, mens Jenko ikke må deltage på grund af dårlige karakterer. Flere år senere, i 2012, mødes duoen igen på politiskolen og bliver venner og partnere i cykelpatruljen. De oplever endelig succes, da de lykkes med at arrestere Domingo, lederen af en motorcykelbanden One-Percenters, i en park, men de er tvunget til at løslade ham, da de under arrestationen glemmer at fortælle ham om hans rettigheder.
Duoen bliver omplaceret i en genoplivet task force fra 1980'erne, som har specialiseret sig i at infiltrere high schools. Kaptajn Dickson (Cube) sætter dem på opgaven, at skulle opspore salget af et syntetisk narkotika kaldet HFS ("Holy Fucking Shit") på Sagan High School. Han giver dem nye identiteter og indskriver dem som elever og de får tildelt fag, der passer til deres tidligere akademiske præstationer; Jenko tager hovedsageligt kunst- og sprogelige fag, og Schmidt tager de naturvidenskabelige fag, men duoen får rodet rundt i identiteterne og må gå til hinandens fag. Schmidt kommer på sporet af HFS med hjælp fra klassekammeraten Molly (Larson), og han og Jenko møder skolens hovedforhandler, den populære elev Eric (Franco). Jenko og Schmidt må indtage HFS foran Eric for at han ikke opdager, at de er undercover. Efter at have oplevet stoffets indvirkning indser duoen, at Schmidts intelligens nu gør ham populær, mens der ses ned på Jenkos slappe attitude.
Eric bliver venner med Schmidt, som begynder at blive glad for for Molly. Jenko bliver venner med eleverne fra sin kemi-klasse og bliver mere og mere interesseret i nørdede hobbyer og akademiske sysler. Schmidt og Jenko holder en fest i Schmidts forældres hus, hvor de bor, mens de er undercover og inviterer Eric. Under festen udbryder et slagsmål mellem Schmidt, Jenko og nogle ubudne gæster. Schmidt vinder kampen og styrker sin sociale status og vinder Erics tillid. Jenkos venner hacker imens Erics telefon for at de kan aflytte hans telefon.
Ved en fest hjemme hos Eric, overhører Jenko og hans venner, gennem Erics hackede telefon, information om et kommende møde mellem Eric og hans leverandør, men de hører også Schmidts nedsættende kommentarer om Jenko. Spliden mellem duoen vokser, efterhånden som deres nye skoleliv påvirker deres officielle politiarbejde. Schmidt og Jenko sporer Eric til en pengeudveksling med distributørerne af HFS – motorcykelbanden fra parken – og de ender i en biljagt på motorvejen. De vender tilbage til skolen, skændes og begynder til sidst at slås, hvilket ødelægger skolerevyen. De bliver bortvist fra skolen og fyret fra Jump Street-afdelingen.
Eric, presset og rædselsslagen, rekrutterer Schmidt og Jenko som sikkerhed til en møde, der finder sted ved skoleballet. Mens Schmidt og Jenko klæder sig på til bal, genforenes de i deres venskab. Ved ballet opdager de, at leverandøren er idrætslæreren, Mr. Walters (Riggle), som ved et uheld skabte stoffet og begyndte at sælge det til eleverne for at supplere hans løn og betale hans underholdsbidrag til ekskonen. Efter at have fanget Eric i at ryge marihuana, overtalte Walthers Eric til at være hans forhandler.
Motorcykelbanden ankommer til mødet, men Molly afbryder dem og begynder at skændes med Schmidt. Bandeleder Domingo genkender Schmidt og Jenko, og beordrer sine mænd til at dræbe dem. To af bandemedlemmerne afslører sig selv som undercover DEA-agenter Tom Hanson (Depp) og Doug Penhall (DeLuise), som de oprindelige medlemmer af 21 Jump Street-afdeling. I den efterfølgende pistolkamp bliver Hanson og Penhall dødeligt såret. Mr. Walters og Eric undslipper med pengene og Molly som gidsel; banden, Schmidt og Jenko følger tæt efter. Jenko laver en hjemmelavet bombe og bruger den til at dræbe banden. Mr. Walters skyder på Schmidt, men Jenko tager kuglen for ham og rammes i armen, og skåner Schmidts liv. Som svar skyder Schmidt Mr. Walters og rammer utilsigtet hans penis. Da de arresterer Mr. Walters og Eric, og ud over at huske at fortælle dem deres rettigheder, bliver Schmidt og Jenko venner igen. Schmidt og Molly deler et kys.
Begge betjente bliver lykønsket og genansat i Jump Street-afdelingen, da Dickson giver dem en ny opgave: at infiltrere et college.

## Cast
- Jonah Hill som Morton Schmidt, en socialt akavet, men begavet politibetjent
- Channing Tatum som Greg Jenko, en langsom, men flot politibetjent
- Brie Larson som Molly Tracey, ven med Eric og Schmidts flirt
- Dave Franco som Eric Molson, en elev der forhandler HFS
- Rob Riggle som Mr. Walters, en idrætslærer
- DeRay Davis som Domingo, leder af One-Percenters
- Ice Cube som Captain Dickson, en grov politikaptajn, som styrer 21 Jump Street
- Dax Flame som Zack, Jenkos ven, der er et kemigeni og hacker Erics telefon
- Chris Parnell som Mr. Gordon, en dramalærer
- Ellie Kemper som Ms. Griggs, en kemilærer, der er tiltrukket af Jenko, men dog ikke ved han arbejder undercover
- Jake Johnson som Principal Dadier, rektor på Sagan High
- Nick Offerman som Deputy Chief Hardy
- Holly Robinson Peete som Officer Judy Hoffs
- Johnny Pemberton som Delroy
- Stanley Wong som Roman
- Justin Hires som Juario
- Brett Lapeyrouse som Amir
- Lindsey Broad som Lisa
- Caroline Aaron som Annie Schmidt
- Joe Chrest som David Schmidt
- Geraldine Singer som Phyllis
- Dakota Johnson som Fugazy
- Rye Rye som Jr. Jr.
- Valerie Tian som Burns
- Jaren Mitchell som Sanders
- Johnny Simmons som Billiam Willingham, en elev på Sagan High, der dør af HFS
- Spencer Boldman som French Samuels
- Luis Da Silva som One-percenter #3 – Luis
- Johnny Depp (ukrediteret cameo) som Tom Hanson[2]
- Peter DeLuise (ukrediteret cameo) som Doug Penhall[2]

## Produktion
I maj 2008 bekræftede Sony Pictures, at en filmatisering af serien var under udvikling. Jonah Hill omskrev et eksisterende manuskript af manuskriptforfatter Joe Gazzam og han var executive producerede filmen, samt optrådte i filmen.  Hill har sagt, at han ville have gyserinstruktøren Rob Zombie til at instruere filmen. I maj 2009 beskrev Hill filmatiseringen som værende en "R-rated, sindssyg, en Bad Boys-møder-John Hughes-film".  Den 21. december 2009 blev det annonceret, at Sony var i forhandlinger med Cloudy with a Chance of Meatballs-instruktørduoen, Phil Lord og Christopher Miller, om at instruere filmen.  Filmen har samme kontinuitet som tv-serien, Lord udtalte, "Så, alle disse begivenheder skete i den oprindelige serie. Og nu er vi her, 20 år senere, og vi ser det ske for andre mennesker."  Filmen har dog en yderst komisk tone, der afviger radikalt fra tv-seriens mere dramatiske og seriøse tone. 

### Optagelser
Filmen blev optaget i og omkring byen Metairie, Louisiana (en forstad til New Orleans) i 2011, selvom filmskaberne lavede omfattende tiltag for at forklæde området som en generisk by ved navn "Metropolitan City". De erstattede karakteristiske gadeskilte med skilte med en Helvetica- skrifttype, fjernede digitalt billboards fra lokale virksomheder (undtagen de genkendelige lokale RTA- skilte i filmens slutningen samt en Zatarains billboard-annonce) og undgik at filme steder med ikoniske New Orleans-kendetegn. På trods af dette, er karakteristiske vartegn såsom Crescent City Connection og den karakteristiske gade i det franske kvarter stadig delvist synlige.  Den vigtigste skole, der blev brugt som stand-in for den fiktive Sagan High School, var Riverdale High School, der ligger i Jefferson, Louisiana.  De nøgne babybilleder af Hills karakter, der blev brugt i filmen, var faktiske billeder af Hill som barn.  Skolebalsscenerne blev filmet på Belle Chasse High School i Belle Chasse, Louisiana. 

### Musik
Musikken til filmen er komponeret af Mark Mothersbaugh. I september 2014 blev det udgivet af La-La Land Records på et dobbelt album, begrænset til 2.000 eksemplarer. Den anden disk på albummet indeholder også musikken til filmens efterfølger, 22 Jump Street, som også er komponeret af Mothersbaugh.  Et moderniseret cover af det originale tv-serietemasang af Rye Rye (som havde en lille rolle i filmen) og Esthero blev udgivet som single i iTunes Store. 
Derudover blev i alt 21 sange brugt i filmen. Sangene brugt i filmen inkluderer:
- "The Real Slim Shady" – Eminem
- "Police and Thieves" – The Clash
- "You Can't Lose" – The Knux
- "Boombox" – Dirt Nasty
- "Caesar" – Ty Segall
- "Helena Beat" – Foster the People
- "So Into You" – Atlanta Rhythm Section
- "Party Rock Anthem" – LMFAO
- "Straight Outta Compton" – N.W.A
- "Get Me Golden" – Terraplane Sun
- "Swell Window" – Zee Avi
- "Lookin' Fly" (feat. Will.i.am) – Murs
- "Rescue Song" – Mr. Little Jeans
- "Graduation (Friends Forever)" – Vitamin C
- "Call the Police" – Ini Kamoze
- "21 Jump Street – Main Theme (fra filmen "21 Jump Street")" – Rye Rye & Esthero
- "21 Jump Street (Main Theme)" – Wallpaper.
- "You Are the Best" – Tim Myers
- "Every Time I See Your Face" – Elon

## Udgivelse
Premieren på 21 Jump Street fandt sted den 12. marts 2012 på Paramount Theatre i Austin, TX, under SXSW.  Filmen åbnede flere biografer den 16. marts 2012. 21 Jump Street indtjente $138,4 millioner i USA og Canada og $63,1 millioner i andre lande, for i alt $201,6 millioner på verdensplan; det er også den mest indbringende high school-komediefilm gennem tiderne. Filmen indtjente $13,2 millioner på åbningsdagen. I løbet af åbningsweekenden indtjente filmen $35 millioner, hvilket tog The Lorax fra den #1-plads, som den film havde haft i to uger. 
21 Jump Street blev udgivet på DVD og Blu-ray i Canada og USA den 26. juni 2012   og blev udgivet i Storbritannien den 9. juli 2012.  Nogle af Blu-ray-bonusfunktionerne inkluderer 20 slettede scener og "Johnny Depp on Set", der forklarer, hvordan de fik Johnny Depp til at genoptage sin rolle som Tom Hanson. Det blev afsløret, at Johnny ønskede, at hans karakter skulle dø, men af ukendte årsager. I en af de slettede scener blev det vist, at Tom og hans partner, Doug Penhall, havde overlevet skyderiet.

## Modtagelse
På Rotten Tomatoes, en anmeldelsesaggregator, har filmen en godkendelsesvurdering på 85 % baseret på 226 anmeldelser og en gennemsnitlig vurdering på 7,20/10. Sitets kritiske konsensus lyder: "21 Jump Street er en smart, kærlig satire som emmer af 80'er-nostalgi og teenagefilmtropper, der byder på larmende mainstream-komedie med en overraskende tilfredsstillende bid."  På Metacritic har filmen en score på 69 ud af 100 baseret på 41 anmeldere, hvilket indikerer "generelt gunstige anmeldelser".  Publikum adspurgt af CinemaScore gav filmen en gennemsnitskarakter på "B" på en A+ til F-skala. 
Richard Roeper fra The Chicago-Sun Times gav filmen karakteren B+ og sagde: "Jeg troede ikke, vi havde brug for en 21 Jump Street, men den er faktisk lidt sjov."  David Hynes fra WhatCulture rangerede manuskriptet som nummer tre på en liste over de "10 bedste filmmanuskripter siden 2010", og skrev: "Et nøgleaspekt til manuskriptets succes er, hvordan det sætter sin historie op med så få midler. Vi begynder i medias res, og inden for ti sider etableres (i en enkelt scene) [...] alle konflikter, interpersonelle og personlige [. . . ] Jeg stønnede, da jeg hørte, at Tatum og Hill var blevet castet som hovedrollerne, men de viste sig at være en fantastisk duo, der ydede manuskriptets nuttede humor retfærdighed." 

### Anerkendelser
Filmen blev opført som den sjette mest ulovligt downloadede film i 2012 ved hjælp af BitTorrent- protokollen med cirka 7,6 millioner downloads. 
| År   | Pris                   | Kategori                                                       | Modtager(e)                                                                       | Resultat  |        |
| ---- | ---------------------- | -------------------------------------------------------------- | --------------------------------------------------------------------------------- | --------- | ------ |
| 2012 | BMI Film & TV Awards   | Film Music Award                                               | Mark Mothersbaugh                                                                 | Vundet    | [ 25 ] |
| 2012 | Golden Trailer Awards  | Best Pre-show Theatrical Advertising                           |                                                                                   | Vundet    | [ 26 ] |
| 2012 | Golden Trailer Awards  | Best Comedy TV Spot                                            |                                                                                   | Vundet    | [ 26 ] |
| 2012 | MTV Movie Awards       | Best Comedic Performance                                       | Jonah Hill                                                                        | Nomineret | [ 27 ] |
| 2012 | MTV Movie Awards       | Best Cast                                                      | 21 Jump Street                                                                    | Nomineret | [ 27 ] |
| 2012 | MTV Movie Awards       | Best On-Screen Transformation                                  | Johnny Depp                                                                       | Nomineret | [ 27 ] |
| 2012 | MTV Movie Awards       | Best Fight                                                     | Channing Tatum og Jonah Hill vs. Kid Gang                                         | Nomineret | [ 27 ] |
| 2012 | MTV Movie Awards       | Best Gut-Wrenching Performance                                 | Jonah Hill og Rob Riggle                                                          | Nomineret | [ 27 ] |
| 2012 | MTV Movie Awards       | Best Music                                                     | Party Rock Anthem af LMFAO                                                        | Vundet    | [ 27 ] |
| 2012 | Teen Choice Awards     | Choice Movie: Comedy                                           | 21 Jump Street                                                                    | Vundet    | [ 28 ] |
| 2012 | Teen Choice Awards     | Choice Movie: Actor Comedy                                     | Channing Tatum                                                                    | Vundet    | [ 28 ] |
| 2012 | Teen Choice Awards     | Choice Movie: Actor Comedy                                     | Jonah Hill                                                                        | Nomineret | [ 28 ] |
| 2012 | Artios Awards          | Outstanding Achievement in Casting – Big Budget Comedy Feature | 21 Jump Street – Jeanne McCarthy, Nicole Abellera, Elizabeth Coulon, Yesi Ramirez | Nomineret | [ 29 ] |
| 2012 | People's Choice Awards | Favorite Comedy Movie                                          | 21 Jump Street                                                                    | Nomineret | [ 30 ] |
| 2013 | Critics' Choice Awards | Best Comedy                                                    | 21 Jump Street                                                                    | Nomineret | [ 31 ] |
| 2013 | Critics' Choice Awards | Best Actor in a Comedy                                         | Channing Tatum                                                                    | Nomineret | [ 31 ] |

## Efterfølgere og spin-offs

### 22 Jump Street
I marts 2012 meddelte Sony Pictures, at de arbejdede på at udvikle en efterfølger til filmen og underskrev en aftale, der ville få Hill og Bacall til at vende tilbage for at forfatte en manuskriptbehandling, der igen ville blive udviklet af Bacall. Hill og Tatum vendte tilbage for at medvirke i filmen. De var også executive producers sammen med produceren Neal H. Moritz.  Phil Lord og Christopher Miller vendte tilbage for at instruere filmen. Filmen var oprindeligt planlagt til at blive udgivet den 6. juni 2014.  I maj 2013 blev det annonceret, at filmen ville blive skubbet en uge tilbage til den 13. juni 2014.  Filmens titel var 22 Jump Street .  Ligesom den første film fik 22 Jump Street gode anmeldelser.

### 23 Jump Street
I september 2013 blev 23 Jump Street annonceret for at være under udvikling.  I en kommentar til projektet udtalte Tatum: "Jeg ved ikke, om den her joke virker tre gange, så vi får se."  I august 2015 blev det afsløret, at Lord og Miller ikke vil instruere filmen, men i stedet skrive og producere. Et første udkast til filmens manuskript er færdiggjort. 

### MIB 23
Den 10. december 2014 blev det afsløret, at Sony planlagde en crossover mellem Men in Black-serien og Jump Street. Nyheden blev lækket efter at Sonys system var blevet hacket , og derefter bekræftet af filmenes instruktører, Chris Miller og Phil Lord, under et interview om det.   I marts 2016 blev det officielt, at James Bobin skulle være instruktør.  

### Jump Street: Now for Her Pleasure
I april 2015 blev en kvindelig-ledet Jump Street-film annonceret, som værende under udvikling.  I december 2016 blev Rodney Rothman meldt ud som forfatter/instruktør.  I december 2018 blev Tiffany Haddish castet som hovedrollen, mens Zendaya og Awkwafina også var på tale til roller.  I november 2020 blev det afsløret, at Wendy Molyneux og Lizzie Molyneux-Logelin havde færdiggjort et udkast til manuskriptet, hvor den officielle titel blev annonceret til at være Jump Street: Now for Her Pleasure . 